# Oneirodes appendixus
Oneirodes appendixus är en fiskart som beskrevs av Ni och Xu, 1988. Oneirodes appendixus ingår i släktet Oneirodes och familjen Oneirodidae. Inga underarter finns listade i Catalogue of Life.